# Pentoza
Pentoza  (od grč. πέντε: pet + lat. -osus: šećer) je vrsta jednostavnih šećera. U molekuli sadrži pet atoma ugljika. Opće je formule C5H10O5.
Dijelimo ih u dvije skupine prema položaju funkcionalne skupine. Aldopentoze imaju aldehidnu funkcionalnu skupinu na položaju 1, a ketopentoze ketonsku funkcionalnu skupinu na položajima 2 ili 3.
U pentoze ubrajamo deoksiribozu, ribozu, arabinozu, liksozu i ksilozu koje su aldopentoze te ketopentoze u koje ubrajamo ksilulozu i ribulozu.